# Українська вулиця (Липецьк)
52°31′48″ пн. ш. 39°35′42″ сх. д. / 52.53000° пн. ш. 39.59500° сх. д.

Українська вулиця (рос. Украинская улица) — вулиця в російському Липецьку, в Октябрському окрузі міста. Проходить в історичному районі Тракторний (3-тя дільниця) від Партизанської вулиці в східному напрямку до лісопаркової зони (між вулицями Олега Кошового та Зеленою).
Утворена 22 червня 1954 року. Названа на честь України з нагоди 300-річчя гучно святкованого радянською владою так званого «возз'єднання України з Росією».
Вулицею курсують міські автобуси двох маршрутів. Забудову вулиці складають приватні будинки.
| Росія | Це незавершена стаття з географії Росії. Ви можете допомогти проєкту, виправивши або дописавши її. |